# Taiki Hirato
Taiki Hirato (født 18. april 1997) er en japansk fodboldspiller, som spiller for den japanske fodboldklub Kashima Antlers.